# アイアデル郡
アイアデル郡（英: Iredell County）は、アメリカ合衆国ノースカロライナ州の中央部西に位置する郡である。人口は18万6693人（2020年）。郡庁所在地はステイツビルであり、同郡で人口最大の町はムーアズビルである。
NASCARによる自動車レースの中心地であり、ムーアズビルを中心として多くのレース用品店舗がある。ユニバーサル技術研究所が技術供与契約のしたにNASCAR技術学校を運営している。この学校は学生がレース産業における仕事を探せるよう、レースに関わる授業を行っている。ムーアズビルとノーマン湖の周辺には多くのNASCARドライバーが住んでいる。ノーマン湖の周辺は近くにある大都市シャーロット住民から人気があることで、郡南部は急速な郊外化と人口成長が続いている。ただし北部は現在も田園的な性格を保ったままである。
アイアデル郡のステイツビル市のすぐ北で州間高速道路77号線と州間高速道路40号線が交差することから、州内でも重要な交通中心になっている。このことから郡のスローガン「未来への交差点」が生まれた。州間高速道路77号線で南のシャーロット、北のエルキンやバージニア州ロアノーク、州間高速道路40号線で東のウィンストン・セーラム、グリーンズボロ、ローリー、西のヒッコリーやアシュビルへのアクセスが容易である。
アイアデル郡住人にとって現在も農業が主要な収入源である。北部でも南部でも酪農業が長く盛んに行われてきた。しかし、南部での急速な人口増加と開発によって農地への圧力が高まり、多くの農家はショッピングセンター、住宅開発、大規模会社団地などに土地を譲渡しつつある。

## 郡政府
アイアデル郡は郡全体を選挙区に選ばれる5人の委員で構成される郡政委員会が統治している。

## 地理
アメリカ合衆国国勢調査局に拠れば、郡域全面積は597平方マイル (1,546.2 km2)であり、このうち陸地576平方マイル (1,491.8 km2)、水域は21平方マイル (54.4 km2)で水域率は3.59%である。
アイアデル郡は州の中央、ピードモント台地に入っている。北西部には、さらに西にあるブルーリッジ山脈の支脈で、深く侵食されているブラッシー山脈がある。郡内最高地点はこのブラッシー山脈にあるフォックス山であり、標高は1,760フィート (536 m) である。地元では単に「ブラッシーズ」と呼ばれるこの山脈はそれほど高いものではないが、周辺からみればそそり立つように見える。他の部分は穏やかにうねる田園部であり、その間に低い丘や小さな川の造る谷がある。郡内最大の河川はカトーバ川であり、西側郡境になっている。州内最大の人工湖ノーマン湖が郡南部では最も目立つ地形であり、ノースカロライナ州の「内海」と呼ばれることもある。
アイアデル郡は南北に長い。北のヤドキン郡から南のメクレンバーグ郡の間は50マイル (80 km) に近い。
北部3分の1は田園であり、大きな町は無い。人口が少ないので、スタイツビルの北を走る州間高速道路77号線の制限速度は70マイル/時 (112 km/h) となっているように、州間高速道路の速度制限が通常の65マイル/時 (104 km/h) を超えることを認められた場所の1つである。

### 郡区
アイアデル郡は17の郡区に分割されている。バリンジャー、ベサニー、チェンバーズバーグ、コンコード、コドルクリーク、クールスプリングス、デイビッドソン、イーグルミルズ、フォールズタウン、ニューホープ、オーリン、シャープスバーグ、シャイロー、ステイツビル、ターナーズバーグ、ユニオングローブ、ハーモニーの各郡区である。

### 主要高規格道路
- 州間高速道路40号線
- 州間高速道路77号線
- アメリカ国道21号線
- アメリカ国道64号線
- アメリカ国道70号線
- ノースカロライナ州道3号線
- ノースカロライナ州道900号線
- ノースカロライナ州道115号線
- ノースカロライナ州道150号線
- ノースカロライナ州道152号線
- ノースカロライナ州道801号線
- ノースカロライナ州道901号線

### 隣接する郡
- ヤドキン郡 - 北北東
- デイビー郡 - 東北東
- ローワン郡 - 東
- カバラス郡 - 南南東
- メクレンバーグ郡 - 南
- リンカーン郡 - 南南西
- カトーバ郡 - 南西
- アレクサンダー郡 - 西北西
- ウィルクス郡 - 北北西

## 人口動態
以下は2000年国勢調査による人口統計データである。
| 基礎データ - 人口: 122,660人 - 世帯数: 47,360 世帯 - 家族数: 34,667 家族 - 人口密度: 82人/km2（213人/mi2） - 住居数: 51,918軒 - 住居密度: 35軒/km2（90軒/mi2） 人種別人口構成 - 白人: 82.17% - アフリカン・アメリカン: 13.67% - ネイティブ・アメリカン: 0.27% - アジア人: 1.27% - 太平洋諸島系: 0.02% - その他の人種: 1.68% - 混血: 0.94% - ヒスパニック・ラテン系: 3.41% 年齢別人口構成 - 18歳未満: 25.5% - 18-24歳: 7.5% - 25-44歳: 31.3% - 45-64歳: 23.3% - 65歳以上: 12.4% - 年齢の中央値: 36歳 - 性比（女性100人あたり男性の人口） - 総人口: 96.1 - 18歳以上: 93.1 | 世帯と家族（対世帯数） - 18歳未満の子供がいる: 33.5% - 結婚・同居している夫婦: 57.8% - 未婚・離婚・死別女性が世帯主: 11.3% - 非家族世帯: 26.8% - 単身世帯: 22.7% - 65歳以上の老人1人暮らし: 8.4% - 平均構成人数 - 世帯: 2.56人 - 家族: 3.00人 収入と家計 - 収入の中央値 - 世帯: 41,920米ドル - 家族: 49,078米ドル - 性別 - 男性: 34,590米ドル - 女性: 24,031米ドル - 人口1人あたり収入: 21,148米ドル - 貧困線以下 - 対人口: 8.2% - 対家族数: 6.2% - 18歳未満: 10.1% - 65歳以上: 9.8% |

## 経済
インガソル・ランド社が郡内デイビッドソンに北アメリカ本社を構えている。ホームセンターのロウズはムーアズビルに本社を置いている。

## 都市と町

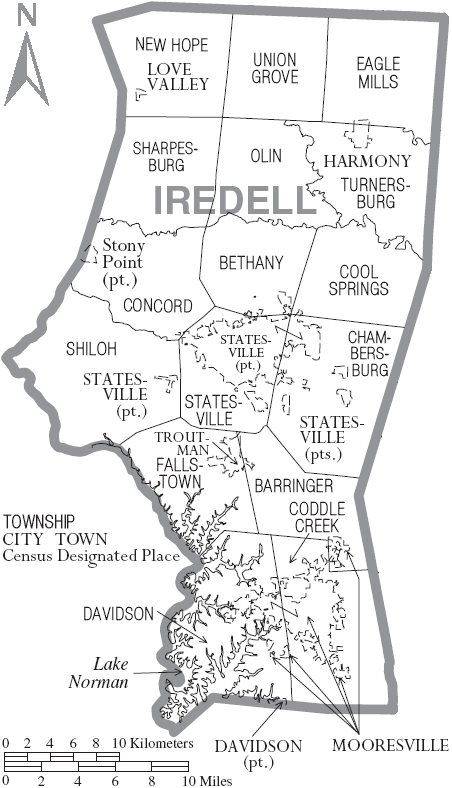
アイアデル郡の自治体と郡区

- デイビッドソン（部分）
- ハーモニー
- ラブバレー
- ムーアズビル
- ステイツビル - 郡庁所在地
- ストーニーポイント
- トラウトマン

### 未編入の町
| - バリウムスプリングス - バリンジャー - ベルズクロスローズ - ベサニー - チェンバーズバーグ - コドルクリーク - コンコード - クールスプリングス - ドゥーリー - イーグルミルズ | - フォールズタウン - マウントモーン - ニューホープ - オーリン - シャープスバーグ - シェパーズ - シャイロー - ストーニーポイント - ターナーズバーグ - ユニオングローブ |

## 教育
郡内の公共教育はアイアデル・ステイツビル教育学区が管轄している。中等教育にはアーリーカレッジ高校など12校（一部は低学年用小中等部を含む）、中学校8校、小学校17校がある。
またムーアズビル市はムーアズビル・グレイディド教育学区が管轄し、高校3校、中学校3校、小学校3校がある。